# 1987年10月7日月食
1987年10月7日月食为一次在协调世界时1987年10月7日出現的半影月食。該次月食半影食分為1.011、全影食分為-0.004。

## 概述
這次月食的食分是0.79。

## 基本參數
- 類型：半影月食
- 食甚資料：
  - 日期：1987年10月7日
  - 時間：4:02
  - 月球位置：赤經0.79度、赤緯6.2度
  - 食分：半影食分：1.011、全影食分：-0.004

## 外部連結
- NASA月食專頁（页面存档备份，存于）（英文）